# Енвер паша
Исмаил Енвер, известен още като Енвер паша, или Енвер бей (на османски турски: اسماعيل انور; на турски: Enver Paşa), е османски и турски военен и политически деец, идеолог на пантюркизма и панисламизма.
Активен участник в Младотурската революция от 1908 година, един от лидерите на младотурската партия Комитет за единство и прогрес.

## Биография
Исмаил Енвер е роден на 22 ноември 1881 година в Истанбул, в семейството на железопътен работник. Израства в бедност. От 1897 година е член на движението на младотурците.
През 1903 година завършва истанбулската Генералщабна академия.
По време на Младотурската революция обикаля Македония и за посещението си в един град[необходимо е уточнение] записва, че е произнесъл две речи – една на турски и една на български език.
През 1912 година партията на младотурците „Единство и прогрес“ печели победа на изборите, но малко по-късно започва да губи популярност.
През януари 1913 година Енвер осъществява държавен преврат, сваляйки правителството. След преврата, установява така наречената „Диктатура на тримата паши“ – заедно с Мехмед Талат паша и Джемал паша образува неофициален триумвират, фактически завладявайки цялата власт в Турция. Заемайки поста военен министър, Енвер изповядва идеологията на пантюркизма и панислямизма.
Бил е отявлен противник на нетурското население (в частност, арменци, ливанци и българи на територията на Османската империя. Енвер паша е един от организаторите (заедно с Мехмед Талат паша и Джемал паша) на геноцида срещу арменците.
През 1914 година сключва военен съюз с Германия и въвлича Турция в Първата световна война. По време на войната заема поста „заместник на главнокомандващия“ (главнокомандващ формално е султанът).
По заповед на Енвер паша турските войски предприемат през септември 1918 година (в нарушение на Брест-Литовския договор) интервенция в Закавказието и завземат Баку.
След като Турция подписва Примирието в Мудрос през 1918 година Енвер паша, заедно с Талят паша и Джемал паша, бяга в Германия на борда на немска подводница. Живее под псевдонима Али бей. В негово отсъствие следвоенният трибунал в Истанбул го осъжда задочно на смърт.
През 1919 година Енвер се среща в Германия с комуниста Карл Радек, представляващ Съветска Русия. Той решава да използва контакта между немските военни и руските болшевики, с цел да организира борба в Средна Азия против Великобритания.

## Пребиваване в Москва
В началото на 1920 година Енвер паша пристига със свои сподвижници в Москва. Пребивава в Москва около половин година, работейки в (Общество Единство и Революция с Исляма).
Правителството на Русия се надява да използва тази организация и Енвер паша се съгласява да съдейства на болшевиките. Основната цел било противопоставянето на британците в Индия.
От своя страна Джемал паша поема мисията да използва отряди басмачи за операции против англичаните и пристига в Ташкент с пълномощия от съветското правителство, придружен от група турски офицери. Тъй като операцията е пълен провал, се връща в Москва за нова серия преговори.
По същото време Енвер паша се завръща за кратко в Берлин. От 1 до 8 септември 1920 година е в Баку за участие в Конгреса на източните народи, поканен от съветското правителство. По време на конференцията срещу неговото присъствие са изказани протести от азерската и турската делегации. Срещу него е направен неуспешен опит за покушение.
След конференцията заминава за Батуми да посети роднини и се опитва да проникне в Анатолия и да оглави там борбата против Кемал Ататюрк, но попада в буря и се връща в Батуми, решавайки, че неговото призвание е дейността в Туркестан.

## Бухара
С подкрепата на съветската власт в средата на 1921 година Енвер паша пристига в Бухара, където провежда сложна политика, представлявайки интересите на Съветска Русия, беседвайки с членовете на правителството на Бухарската Народна Социалистическа Република (БНСР), като в същия момент води преговори и с басмачите и емира.

## Смърт
Енвер паша е убит на 4 август 1922 в бой с части на Червената армия (8-а съветска кавалерийска бригада) в селището Чаган, на 25 km от Балджун на територията на бухарската република (днес Таджикистан)